# Metamorfoze (film)
Metamorfoze (în engleză The Lost Highway) este un film neo-noir din 1997 regizat de David Lynch în baza unu scenariu de Lynch și Barry Gifford⁠(d). Filmul îi are în rolurile principale pe Bill Pullman, Patricia Arquette, Balthazar Getty și Robert Blake⁠(d). Acesta prezintă povestea unui muzician (Pullman) care începe să primească casete VHS în care apar el și soția sa (Arquette). Când acesta este condamnat brusc pentru omor, dispare în mod inexplicabil și este înlocuit de un tânăr mecanic (Getty) care trăiește o viață complet diferită.
Metamorfoze a fost finanțat de compania de producție franceză Ciby 2000⁠(d) și a fost filmat în Los Angeles unde Lynch a colaborat cu producătorul Mary Sweeney⁠(d) și directorul de imagine Peter Deming⁠(d). Lynch a descris filmul ca fiind mai degrabă o „stare disociativă⁠(d)” decât o poveste cu un fir logic, iar structura narativă⁠(d) a filmului este asemănătoare cu o banda Möbius. Muzica⁠(d) a fost produsă de Trent Reznor și conține o coloană sonoră originală de Angelo Badalamenti⁠(d) și Barry Adamson⁠(d). Filmul utilizează și melodii de la artiști precum David Bowie, Marilyn Manson, Rammstein, Nine Inch Nails și The Smashing Pumpkins.
La lansare, Metamorfoze a primit recenzii mixte și a încasat 3,7 milioane de dolari în America de Nord după o perioadă de trei săptămâni. O mare parte din critici au ignorat inițial filmul pe motiv că este incoerent, dar pe parcursul următorilor ani a atras numeroși adepți și a început să fie studiat în universități. Metamorfoze este primul dintre cele trei filme pe care Lynch le-a turnat în Los Angeles, următoarele fiind Mulholland Drive în 2001 și Inland Empire în 2006. În 2003, filmul a fost adaptat ca piesă de operă de compozitoarea austriacă Olga Neuwirth.

## Intriga
Fred Madison, un saxofonist din Los Angeles, primește mesajul „Dick Laurent este mort” prin interfonul casei sale. A doua zi dimineață, soția sa Renee găsește o casetă VHS pe veranda lor care conține un videoclip cu casa lor. După ce întrețin relații sexuale, Fred îi povestește despre un vis în care o persoană identică cu ea este atacată, iar apoi îl locul feței ei este cea a unui bătrân palid. Pe parcursul următoarelor zile, numeroase casete ajung pe veranda sa, unele cu scene care îi înfățișează pe cei doi dormind. Fred și Renee contactează poliția, însă detectivii nu le sunt de mare ajutor. Cuplul participă la o petrecere organizată de Andy, prietenul soției sale. Omul misterios pe care Fred l-a visat se apropie de el și pretinde că nu este pentru prima dată când se întâlnesc. Bărbatul susține că se află în casa cuplului chiar în acel moment și răspunde la telefon când Fred își contactează propriul număr. Acesta află de la Andy că bărbatul este prieten cu Dick Laurent. Înspăimântat, Fred părăsește petrecerea alături de Renee. A doua zi dimineață, o altă casetă sosește, iar Fred o vizionează singur. Acesta privește cu groază imaginile în care el însuși plutește deasupra corpului dezmembrat al lui Renee. Este condamnat la moarte pentru crima comisă.
În tot timpul petrecut pe culoarul morții⁠(d), Fred este chinuit atât de dureri de cap, cât și de viziuni despre Omului misterios și o cabină în flăcări. În timpul unui control, gardianul constată că bărbatul din celula lui Fred este acum Pete Dayton, un tânăr mecanic auto. Deși Pete este eliberat și trimis în grija părinților săi, este supravegheat de doi detectivi care încearcă să afle mai multe informații despre el. A doua zi, Pete se întoarce la muncă unde repară mașina gangsterului Mr. Eddy. Drept mulțumire, acesta îl plimbă cu mașina pentru o vreme. A doua zi, domnul Eddy revine la garaj alături de amanta sa, Alice Wakefield, și îi cere lui Pete să-i repare Caddilac-ul. Mai târziu în aceeași zi, Alice se întoarce singură la garaj și îl invită pe Pete la cină. Cei doi au o aventură, iar când Alice suspectează că Eddy știe de relația lor, plănuiește să-l jefuiască pe prietenul ei Andy și să părăsească orașul. De asemenea, Alice îi dezvăluie lui Pete că Eddy este de fapt un producător amator de filme pornografice care activează sub numele Dick Laurent. Pete este contactat telefonic de domnul Eddy și Omul misterios, iar conversația îl înspăimântă atât de tare încât decide să acționeze. Pete îl atacă  pe Andy și îl ucide din greșeală, nu înainte să observe o fotografie cu Alice și acesta împreună. Mai târziu, în timp ce poliția investighează moartea lui Andy, Alice lipsește inexplicabil din fotografie.
Pete și Alice ajung la o cabană pustie din deșert și încep să întrețină relații sexuale pe nisip. După ce termină, Alice se ridică, intră în cabană și dispare. În acel moment, Pete se transformă în Fred. Când încearcă să percheziționeze cabana, îl întâlnește pe Omul misterios care începe să-l filmeze și urmărească în același timp. Fred scapă și conduce spre hotelul Lost Highway; acolo, îi descoperă pe Eddy și Renee în timp ce întrețin relații sexuale. După plecarea ei, acesta îl răpește pe Eddy și îi taie gâtul. Omul misterios îl împușcă mortal pe Eddy și îi șoptește ceva lui Fred înainte să dispară. Fred pleacă spre vechea lui casă, sună la interfon și spune „Dick Laurent este mort”. Când cei doi detectivi ajung la casa sa, Fred urcă în mașină și pleacă în grabă cu polițiștii pe urmele sale. Urmărirea continuă pe parcursul nopții în timp ce Fred țipă neajutorat.

## Distribuție
- Bill Pullman - Fred Madison
- Patricia Arquette - Renee Madison/Alice Wakefield
- Balthazar Getty - Pete Dayton
- Robert Blake - Omul misterios
- Robert Loggia - domnul Eddy/Dick Laurent
- Natasha Gregson Wagner - Sheila
- Richard Pryor - Arnie
- Lisa Boyle - Marian
- Michael Massee - Andy
- Jack Nance - Phil
- Jack Kehler - gardianul Johnny Mack
- Henry Rollins - gardianul Henry
- Gene Ross - directorul Clements
- Scott Coffey - Teddy
- Gary Busey - Bill Dayton
- John Roselius - Al
- Lou Eppolito - Ed
- Jennifer Syme - fata drogată
- Marilyn Manson - actor porno
- Twiggy Ramirez - actor porno